# Mentawai-szigeteki füleskuvik
A mentawai-szigeteki füleskuvik (Otus mentawi) a madarak (Aves) osztályának a bagolyalakúak (Strigiformes) rendjéhez, ezen belül a bagolyfélék (Strigidae) családjához tartozó faj.

## Rendszerezése
A fajt Frederick Nutter Chasen és Cecil Boden Kloss írták le 1926-ban, a hindu füleskuvik (Otus bakkamoena) alfajaként Otus bakkamoena mentawi néven.

## Előfordulása
Indonéziához tartozó Mentawai-szigetek területén honos. Természetes élőhelyei a szubtrópusi és trópusi síkvidéki esőerdők, valamint másodlagos erdők. Állandó, nem vonuló faj.

## Megjelenése
Testhossza 20 centiméter.

## Természetvédelmi helyzete
Az elterjedési területe nem nagy, egyedszáma 10000-19999 példány közötti és csökken. A Természetvédelmi Világszövetség Vörös listáján mérsékelten fenyegetett fajként szerepel.

## További információ
- Képek az interneten a fajról
- Xeno-canto.org - a faj hangja és elterjedési területe